# Carmentina
Carmentina es un género de insectoss lepidópteros pertenecientea a la familia  Glyphipterigidae.

## Especies
- Carmentina chrysosema
- Carmentina iridesma
- Carmentina molybdotoma
- Carmentina perculta
- Carmentina polychrysa
- Carmentina pyristacta
- Carmentina taiwanensis